# لارنس کاسدان
لارنس ادوارد کاسدان (انگلیسی: Lawrence Edward Kasdan؛ زادهٔ ۱۴ ژانویهٔ ۱۹۴۹) کارگردان، فیلم‌نامه‌نویس و تهیه‌کنندهٔ آمریکایی است. او در نوشتن فیلم‌نامه‌های چندین فیلم جنگ ستارگان متشکل از امپراتوری ضربه می‌زند (۱۹۸۰)، بازگشت جدای (۱۹۸۳)، جنگ ستارگان: نیرو برمی‌خیزد (۲۰۱۵) و سولو: داستانی از جنگ ستارگان (۲۰۱۸) دخیل بوده است.

## فیلمشناسی
- جنگ ستارگان اپیزود چهارم: امیدی تازه (۱۹۷۷)
- جنگ ستارگان اپیزود پنجم: امپراتوری ضربه می‌زند (۱۹۸۰)
- گرمای بدن (۱۹۸۱)
- مهاجمان صندوق گمشده (۱۹۸۱)
- جنگ ستارگان اپیزود ششم: بازگشت جدای (۱۹۸۳)
- سیلورادو (۱۹۸۵)
- جهانگرد اتفاقی (۱۹۸۸)
- گرند کنیون (۱۹۹۱)
- محافظ شخصی (۱۹۹۲)
- بوسه فرانسوی (۱۹۹۵)
- به دنبال رؤیا (۲۰۰۳)